# Redunca
Redunca é um gênero de antílopes, mamíferos bovídeos africanos, que contém três espécies de antílopes comumente conhecidas como changos. Faz parte da subfamília Antilopinae, na tribo Reduncini.

## Taxonomia
Gênero Redunca
- Redunca arundinum - chango-de-moçambique (em Moçambique), nunce (em Angola)[5]
- Redunca fulvorufula - chango-da-montanha
- Redunca redunca - chango-de-angola (Angola)